# Rožanice

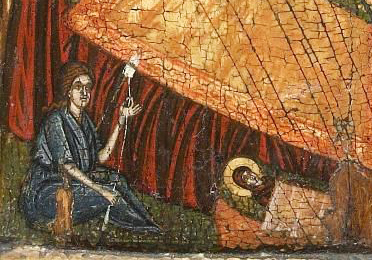
Nit osudu. Ruská ikona

Rožanice či Rodjenice, Sudjenice jsou mytické bytosti známé ve východoslovanském pohanství a lidové kultuře. Nejčastěji vystupují jako dvojice, snad matka a dcera, v mladších pramenech kolísá jednotné a množné číslo. V lidovém podání určovali při narození lidský osud a byly jim stejně jako Rodovi obětovány první ustřížené vlasy, takže jsou ztotožňovány s českými Sudičkami, případně řeckými Moirami, římskými Parkami a severskými Nornami. Podle Borise Rybakova se však jedná o dvě bohyně, Ladu a Lelju. Mezi další slovanské ženské duchy bdící nad osudem patří kromě zmiňovaných Sudiček ukrajinská Dolja a jihoslovanská Sreča.
Podle písemných pramenů, kde jsou zmiňovany s Rodem, se jim obětuje med, sýr, chléb, kaše, obilí, zvláštní koláče, staví se jim obětní stůl a připijí se jim na počest, zvláště u hrobů předků. Jejich svátek se po christianizaci slavil na narození Bohorodičky, tedy 26. prosince.